# 琥珀酸
琥珀酸（IUPAC中文名稱為丁二酸；傳統認為它是琥珀的精髓）是一種二羧酸，化學式为HOOC–CH2–CH2–COOH。
在常溫的情況下，純琥珀酸是固體，呈無色無味的晶体。它的熔點及沸點分別是185°C及235°C。它形成的陰離子稱為琥珀酸根离子，是三羧酸循環其中的一分子，且是能夠在以下化學反應中放出電子予電子傳遞鏈：
琥珀酸鹽 + 黃素腺嘌呤二核苷酸 → 延胡索酸鹽 + FADH2
這個過程由琥珀酸脫氫酶（或是由粒線體電子傳遞鏈中的複合物II）所催化。該複合物是4亞單位膜結合脂蛋白，配合琥珀酸的氧化作用及泛醌的還原作用。中介電子載體為黃素腺嘌呤二核苷酸及3個B亞單位Fe2S2群集部份。
琥珀酸的酯稱為琥珀酸酯。

## 歷史
琥珀酸是將琥珀在沙缸磨製及蒸餾而抽取出來。它主要用于外用治療風濕科痛症，及內服治療慢性尿道炎。

## 安全
琥珀酸有可燃燒性及腐蝕性，能夠造成灼傷。吸入、攝取及皮膚吸收都是有害。在處理琥珀酸後必須洗淨，而與眼睛接觸會造成嚴重傷害。
琥珀酸的營養補充食品形式是食品添加劑及膳食補充劑，並經由美國食品藥物管理局批准為食用安全。

## 外部連結
- 琥珀酸的物質安全資料表（英文） （页面存档备份，存于）
- 美國食品藥物管理局（英文） （页面存档备份，存于）